# Anales de Minas
Anales de Minas (1838-1846) es la primera revista española dedicada a temas mineros, y fue editada como publicación oficial por la Dirección General de Minas. Estaba inspirada en la revista homónima francesa Annales des Mines, y la intención era publicar un tomo al año, que incluyera artículos científicos y técnicos y también la legislación relacionada con la minería. El primer volumen se publicó en 1838. Los problemas económicos hicieron que su publicación fuera discontinua, con otros tres tomos publicados en 1841, 1845 y 1846, desapareciendo ese año. Se intentó de nuevo su publicación en 1878 y en 1890, sin que finalmente se llevara a cabo. El índice de los cuatro volúmenes publicados fue recogido por Maffei y Rúa (1872)